# Charles André Nelson
Pour les articles homonymes, voir Nelson.
Charles André Nelson, né le 25 avril 1943 à Dakar (Sénégal), est un officier général sénégalais ayant exercé les fonctions d'inspecteur général des forces armées et de chef de l'état-major particulier du président de la République du Sénégal. Entre 2001 et 2008 il a été ambassadeur du Sénégal en Guinée-Conakry.

## Biographie

### Formation
Il obtient un baccalauréat de philosophie au cours Sainte-Marie de Hann à Dakar. Il est admis à l'école spéciale militaire de Saint-Cyr, promotion « Centenaire de Camerone » (1962-1964), camarade de promotion du général Mamadou Niang. Il obtient un brevet de parachutiste à Pau (France). Il fait un stage d'application d'infanterie à Saint-Maixent. Il fait un stage d'officier TAP à Pau. Il fait un séjour d'information aux écoles d'infanterie et de parachutisme aux États-Unis. Il a obtient un diplôme du cours des capitaines et d'état-major à Montpellier, un diplôme d'aptitude au grade d'officier supérieur (D.A.G.O.S) et un brevet supérieur de l'école de guerre de Paris (97e Promotion).

### Carrière
Le 25 octobre 2001, il est nommé par le président Abdoulaye Wade ambassadeur extraordinaire et plénipotentiaire de la République du Sénégal en Guinée. Il remplace à ce poste le général Francois Gomis ancien haut commandant de la Gendarmerie. Le 16 octobre 2008, il est remplacé par Batoura Kane épouse Niang, précédemment directrice adjointe du centre Trainmar à la Société Nationale du Port autonome de Dakar.

## Décorations
Le général Charles André Nelson est titulaire des décorations suivantes :
- Chevalier de l'Ordre national du Lion
- Officier de l'Ordre national du Mérite[Lequel ?]
- Officier de l'Ordre national du Lion
- Commandeur de l'Ordre national du Mérite[Lequel ?]
- Commandeur de l'Ordre national du Lion
- Croix de la Valeur militaire[Laquelle ?] avec trois citations
- Médaille d'honneur de la Gendarmerie nationale[Laquelle ?]
- Médaille des Nations unies
- Chevalier de la Légion d'honneur française
- Grand Croix de l'Ordre national du Mérite[3]